# Queer Lisboa
O Queer Lisboa - Festival Internacional de Cinema Queer (antigamente Festival de Cinema Gay e Lésbico de Lisboa) é um dos mais importantes fóruns europeus de cinema queer internacional.
É o festival de cinema mais antigo da cidade de Lisboa, tendo começado em 1997, e celebra-se todos anos durante a segunda ou terceira semana do mês de setembro.
Desde 2015, a equipa do Festival organiza também o Queer Porto - Festival Internacional de Cinema Queer, um evento com uma programação totalmente independente da do Queer Lisboa. O Queer Porto realiza-se também anualmente, durante a primeira ou segunda semana do mês de outubro.
O Queer Lisboa e o Queer Porto assumem como propósito específico a exibição de filmes de temática LGBT, e que tratem temáticas ou estéticas como as das questões de gênero, identidades ou corpos, um género cunhado internacionalmente como Cinema Queer.